# 富山市立西部中学校
富山市立西部中学校（とやましりつ せいぶちゅうがっこう）は、富山県富山市にある市立中学校。

## 特徴
- 校内における生徒のあいさつに力を入れている。
- ホームページはブログ形式をとっている。
- 校歌は作曲家の岩河三郎が作曲した。

## 沿革
個別に出典が提示されていない箇所の出典→。
- 1947年
  - 4月15日 - 第三五連隊第二雪中演習場および富山青年学校跡にて創校。
  - 4月24日 - 青空教室にて授業開始[3]。
- 1948年4月10日 - 富山市立呉羽小学校（現・富山市立五福小学校）の仮校舎に移転。
- 1950年
  - 3月31日 - 校舎新築工事が落成[4]。
  - 4月7日 - 新校舎に移転、富山県立富山西部高等学校（現・富山県立富山工業高等学校）を併置。
  - 11月 - 新校舎の落成式を挙行[3]。
- 1954年2月1日 - 完全給食を実施。
- 1957年
  - 11月15日 - 同年3月から工事が行われていた体育館が竣工。富山県下で初めて中島製鋼所（大阪市）の軽量型鋼材が使用されていた[5]。
  - 12月6日 - 校旗制定。
- 1960年
  - 3月3日 - 校歌制定。
  - 3月10日 - 国旗掲揚塔竣工。
- 1964年10月10日 - 前庭泉水完成、オリンピック記念放送設備完成。
- 1965年7月10日 - プール竣工。
- 1968年11月1日 - 交通公園完成。
- 1976年1月10日 - 仮教室（後の格技室）竣工。
- 1977年5月9日 - 新鉄筋3階建9教室竣工。
- 1980年2月2日 - 新校舎の竣工・祝賀式を挙行[3]。
- 1986年6月 - グランド整備完了[3]。

## 主な行事
- 4月 - 入学式、始業式、授業参観
- 5月 - 家庭訪問、修学旅行(3年生)、宿泊学習(1年生)
- 7月 - 14歳の挑戦(職場体験)(2年生)
- 8月 - 始業式
- 9月 - 体育大会
- 10月 - 宿泊学習(2年生)、合唱コンクール、文化活動発表会
- 1月 - 始業式
- 3月 - 卒業式、修了式

## 学区
富山市立桜谷小学校、富山市立五福小学校、富山市立神明小学校

## アクセス
- JR高山本線 西富山駅より徒歩約20分
- 富山地方鉄道富山軌道線 大学前電停より徒歩約10分
- 富山地方鉄道バス 富山大学前バス停より徒歩約5分、附属学園前バス停より約10分

## 著名な出身者
- 堀川竜一 - プロバスケットボール選手（bjリーグ・大阪エヴェッサ所属）：1995年卒業
- 森口祐子 - プロゴルファー、日本女子プロゴルフ協会会員
- 大熊のぶみ